# Lac Mégiscane
Lac Mégiscane är en sjö i Kanada.   Den ligger i regionen Abitibi-Témiscamingue och provinsen Québec, i den sydöstra delen av landet, 400 km norr om huvudstaden Ottawa. Lac Mégiscane ligger 386 meter över havet. Arean är 42 kvadratkilometer. Den sträcker sig 14,4 kilometer i nord-sydlig riktning, och 15,0 kilometer i öst-västlig riktning.
Trakten runt Lac Mégiscane är nära nog obefolkad, med mindre än två invånare per kvadratkilometer.